# André Taurel
Pour les articles homonymes, voir Taurel.
 (juin 2025).
André Symphorien Barreau Taurel, né le 26 juin 1833 à Amsterdam et mort le 16 octobre 1866 à Leyde, est un dessinateur, graveur au burin et lithographe néerlandais.

## Biographie
Né le 26 juin 1833 à Amsterdam, André Taurel est le fils d'André Benoît Barreau Taurel.
Il étudie auprès de son père ainsi qu'à l'académie d'Amsterdam et travaille à Leyde.
Il meurt le 16 octobre 1866 à Leyde.